# Karl Alfred von Zittel

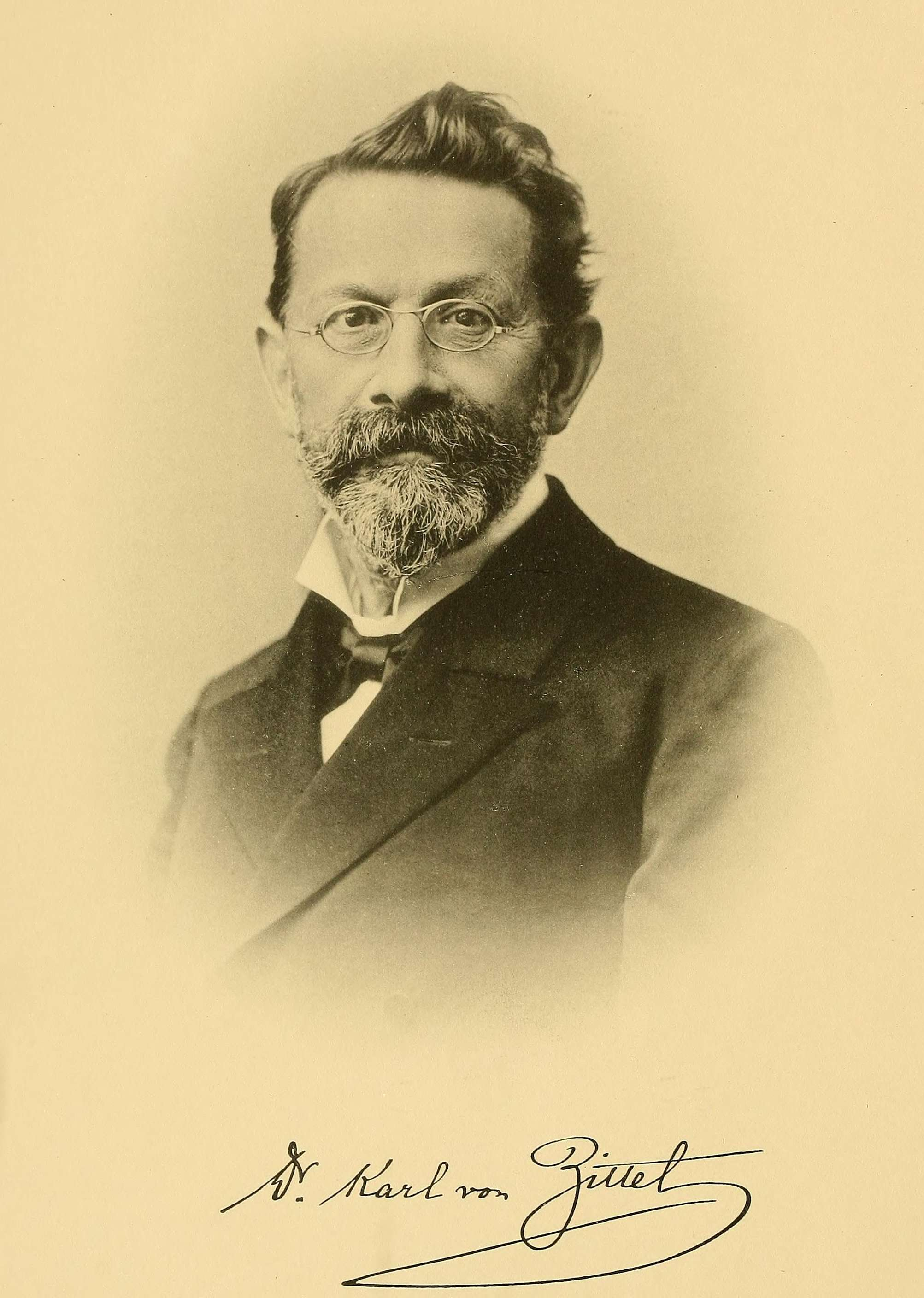
Karl Alfred von Zittel

Karl Alfred von Zittel (* 25. September 1839 in Bahlingen; † 5. Januar 1904 in München) war ein deutscher Geologe und Paläontologe.

## Leben
Der Sohn des evangelischen Pfarrers Karl Zittel studierte an der Universität Heidelberg Geologie und Medizin unter anderem bei Heinrich Georg Bronn. Während seines Studiums wurde er 1857 Mitglied der Burschenschaft Frankonia Heidelberg. Zittel wurde 1860 an der Universität Heidelberg promoviert. Im selben Jahr unternahm er eine Forschungsreise nach Skandinavien und studierte ab 1861 in Paris, wo er sich vor allem mit den Forschungsergebnissen von Georges Cuvier und Jean-Baptiste Lamarck beschäftigte. 1862 ging Zittel an die Geologische Reichsanstalt Wien, wo er sich an der geologischen Kartierung von Dalmatien beteiligte und Assistent beim Hofmineralienkabinett in Wien wurde. 1863 habilitierte er sich in Wien für Geologie und Paläontologie, im gleichen Jahr wurde er Privatdozent an der Universität Wien.
1863 wurde er Professor für Mineralogie und Geognosie am Polytechnikum Karlsruhe, der Vorgängerinstitution der Universität Karlsruhe. Im Jahr 1865 heiratete er Ida Schirmer, die Tochter des Malers Johann Wilhelm Schirmer. 1866 übernahm er den damals einzigen Lehrstuhl für Paläontologie in Deutschland an der Universität München als Nachfolger von Albert Oppel. Mit seinem Wirken in München trug Zittel entscheidend zur Entwicklung der Paläontologie als selbständiger Hochschuldisziplin bei.
Von 1873 bis 1874 begleitete er die Expedition von Gerhard Rohlfs auf der Expedition in die Libysche Wüste, deren wissenschaftliche Ergebnisse er in seinen Arbeiten Über den geologischen Bau der libyschen Wüste (1880) sowie in der Zeitschrift Palaeontographica (1883) veröffentlichte.
1880 wurde er zudem ordentlicher Professor der Geologie an der Universität München und Direktor des  „Paläontologischen Museums“  der bayerischen Hauptstadt.
Von 1869 bis zu seinem Tod gab er die Zeitschrift Palaeontographica heraus, die 1846 von Wilhelm Dunker und Hermann von Meyer begründet worden war.

## Würden und Ehrungen (Auswahl)

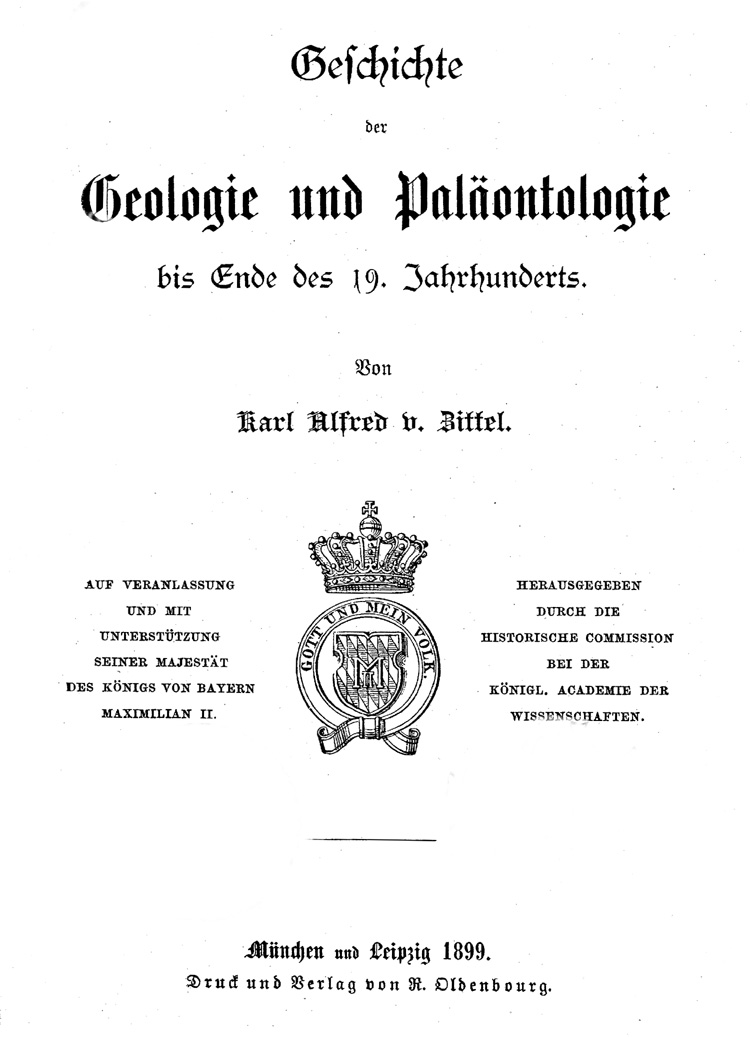
Titelblatt der ersten deutschsprachigen Gesamtdarstellung zur Geschichte der Geologie (1899)

- 1869 außerordentliches und 1875 ordentliches Mitglied der Bayerischen Akademie der Wissenschaften[3]
- 1882 Komturkreuz des Ordens der Italienischen Krone
- 1885 Komturkreuz des Verdienstordens der Bayerischen Krone, verbunden mit der Verleihung des persönlichen Adelsstands als Ritter von Zittel
- 1886–1888 – im Centralausschuss München – 1. Präsident des Deutschen und Österreichischen Alpenvereins (DuOeAV)[4]
- 1889 Benennung des 1886 als Blockhaus errichteten Zittelhauses am Gipfel des Rauriser Sonnblicks nach ihm, Ursprung des Observatoriums Sonnblick[5]
- 1891 Komturkreuz des griechischen Erlöserordens
- 1894 Geheimer Rat
- 1894 Michaelsorden II. Klasse
- 1894 Bayerischer Maximiliansorden für Wissenschaft und Kunst[6]
- 1894 Verleihung der Wollaston-Medaille der Geological Society of London
- 1896 Korrespondierendes Mitglied der Russischen Akademie der Wissenschaften in Sankt Petersburg
- 1898 Vizepräsident der Société géologique de France
- 1898 Mitglied der National Academy of Sciences
- 1899–1904 Präsident der Bayerischen Akademie der Wissenschaften
- 1900 Korrespondierendes Mitglied der Académie des sciences[7]
- 1901 Assoziiertes Mitglied der Académie royale des Sciences, des Lettres et des Beaux-Arts de Belgique[8]
- 1903 Mitglied der American Academy of Arts and Sciences

Die Paläontologische Gesellschaft verleiht seit 1984 die Zittel-Medaille, mit der hervorragende Sammler und Paläontologen geehrt werden, die sich besonders um erfolgreiche Zusammenarbeit mit den Fachwissenschaftlern bemüht haben.
Er war von 1886 bis 1888/89 Präsident des Deutschen und Österreichischen Alpenvereins und sorgte für den Bau einer Hütte mit meteorologischer Station auf der Goldberggruppe, später Zittel-Haus genannt. Seit 1972 tragen die Zittel-Kliffs im ostantarktischen Coatsland seinen Namen.
Nach Zittel sind die Gattungen fossiler Pflanzen Zittelia Felix und Zittelina Mun.-Chalm. ex L.Morellet & J.Morellet benannt.

## Zeugnis über Zittel
Richard Goldschmidt schrieb in Erlebnisse und Begegnungen (1959) über Zittel, den er während seines Studiums in München (um 1900) kennengelernt hatte: 

„Zittel war eine ernster und würdig aussehender Mann mit kurzem schwarzen Bart ... Wir saßen alle um einen langen Tisch herum, mit dem Professor in der Mitte. Zu jeder dieser Vorlesungen brachte er Hunderte von Fossilien mit, die er der wundervollen Bayerischen Staatssammlung ... entnahm. Die Vorlesung war schrecklich langweilig, weil er eine Unmenge von Namen uns unbekannter Arten zu bringen pflegte.“

## Schriften
- Über Wissenschaftliche Wahrheit. München: Verl. d. K. B. Akad., 1902
- Ziele und Aufgaben der Akademien im zwanzigsten Jahrhundert. München: Verl. d. k. b. Akad., 1900
- Rückblick auf die Gründung und die Entwickelung der K. Bayerischen Akademie der Wissenschaften im 19. Jahrhundert. München: Verl. d. k. b. Akad., 1899
- Geschichte der Geologie und Paläontologie bis Ende des 19. Jahrhunderts. München [u. a.]: Oldenbourg, 1899, Online
- Grundzüge der Palaeontologie (Palaeozoologie) München [u. a.]: Oldenbourg, 1895
  - die englische Ausgabe erschien als Textbook of Paleontology bei Macmillan 1900, 1902 und 1925 und in drei Bänden, herausgegeben von Charles R. Eastman und bearbeitet von US-amerikanischen Wissenschaftlern wie E. C. Case. Es war in den USA ein Standardwerk.
- Das Wunderland am Yellowstone. Berlin: Habel, 1885. Digitalisat
- Beiträge zur Geologie und Paläontologie der Libyschen Wüste und der angrenzenden Gebiete von Ägypten. Kassel: Fischer, 1883 - (Paläontographica)
- Ueber den geologischen Bau der libyschen Wüste. München: Verl. d. K. Akad., 1880
- Geologische Beobachtungen aus d. Central-Apenninen. München: Oldenbourg, 1879. (Geologisch-paläontologische Beiträge ; Bd 2,2)
- Handbuch der Palaeontologie. Unter Mitw. v. Wilhelm Philipp Schimper 1876 -
- Die Kreide. Berlin: Habel, 1876. (Sammlung gemeinverständlicher wissenschaftlicher Vorträge ; 251 = Ser. 11)
- Über Coeloptychium. München: Verl. der k. Akad., 1876
- Briefe aus der libyschen Wüste. München: Oldenbourg, 1875
- Die Gastropoden der Stramberger Schichten. Cassel: Fischer, 1873: Paläontographica; Suppl. [2],3)
- Aus der Urzeit. München : Oldenbourg, 1871 -
- Die Fauna der älteren cephalopodenführenden Tithonbildungen. Cassel: Fischer, 1870 (Paläontographica ; Suppl. [2,1/2])